# Edward Seymour, baron Beauchamp av Hache

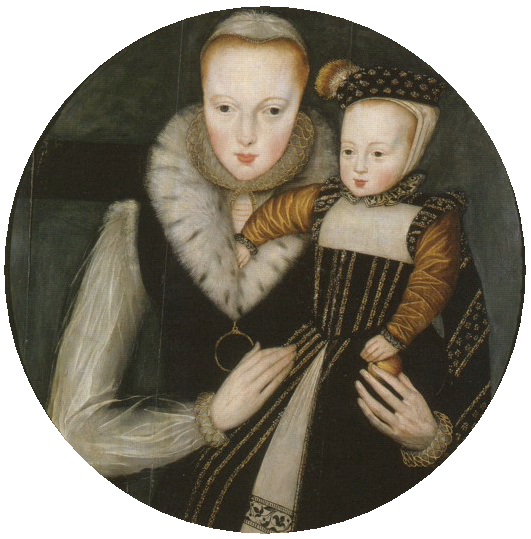
Edward Seymour, lord Beauchamp som barn tillsammans med sin mor.

Edward Seymour, baron Beauchamp av Hache, född 21 september 1561, död 21 juli 1612, var son till Edward Seymour, 1:e earl av Hertford och Catherine Grey (yngre syster till Jane Grey).
Edward Seymour föddes i Towern, där hans mor hade spärrats in för att hon gift sig med hans far i hemlighet, mot drottning Elisabet I:s vilja. Modern var redan gravid då hon spärrades in; man hoppades att hon, på grund av de dåliga levnadsförhållandena, antingen skulle få missfall eller dö. Hennes barn betraktades under många år som illegitima eftersom det inte fanns några bevis på att äktenskapet var lagligt.
Edward gifte sig med Honora Rogers någon gång i början av 1582 och de fick fyra barn:
- Lord Edward Beauchamp Seymour (1586–1618), gift med Anne Sackville och avled utan avkomma.
- William Seymour (1588–1660), fick så småningom hertigdömet Somerset, som hans farfarsfar hade innehaft.
- Francis Seymour (omkring 1590–1664), senare baron Seymour av Trowbridge.
- Honora Seymour (1594–1620), gift med sir Ferdinando Sutton.

Både baron Beauchamp och hans äldste son Edward avled före hans far, earlen av Hertford (död 1621) och hans andre son William ärvde grevskapet Hertford av sin farfar.